# Mimon koepckeae
Mimon koepckeae är en däggdjursart som beskrevs av de amerikanska zoologerna Alfred L. Gardner och J. L. Patton, 1972. Arten ingår i släktet Mimon, och fladdermusfamiljen bladnäsor. IUCN kategoriserar arten globalt som föremål för kunskapsbrist.
Arten liknar Mimon crenulatum i utseende men den mindre, har ljusare päls och den saknar en vitaktig strimma på ryggens mitt. Skillnader finns även i tändernas konstruktion.

## Utbredning
Mimon koepckeae är endemisk i Peru där den förekommer i centrala delarna av landet. Den förekommer i höglänta områden och har påträffats 1600 meter över havet.